# Vizegerent
Der Vizegerent, auch Vicegerent, ist der Vertreter in Verwaltungsangelegenheiten eines Herrschers oder Staatsoberhauptes (lateinisch vice ‚an Stelle von‘, gerere ‚ausführen, errichten‘).

## Bistum Rom
In der katholischen Kirche ist der Vizegerent ein Weihbischof der Diözese Rom. Er hat als einziger dieser Weihbischöfe den Rang eines Titularerzbischofs, früher auch den eines Titularpatriarchen, und ist Hauptstellvertreter des Kardinalvikars bei der Verwaltung des Bistums Rom für den Papst. Der Kardinalvikar ist der Generalvikar des Papstes. Da der Papst aber aufgrund seiner Aufgaben in der Weltkirche kaum Aufgaben der Bistumsverwaltung übernimmt, ist dem Kardinalvikar der Vizegerent zur Seite gestellt. Seine Aufgaben übernimmt in anderen Diözesen üblicherweise der Generalvikar.

## Bekannte Vizegerenten
- Thomas Cromwell, Vizegerent von Heinrich VIII., ernannt 1535.
- Der Byzantinische Kaiser hielt den Titel „Gottes Vizegerent auf Erden“.

## Liste der Vizegerenten im Bistum Rom
| Name                                 | Beginn Amtszeit    | Ende Amtszeit      | Titularerzbistum                                                                                                |
| ------------------------------------ | ------------------ | ------------------ | --- |
| Marcantonio Maffei                   | 1560               | Januar 1566        | Erzbischof von Chieti danach Kardinal                                                                           |
| Giovanni Battista Altieri der Ältere | 14. Februar 1637   | 27. März 1643      | zuvor Bischof von Camerino danach Kardinal und Bischof von Todi                                                 |
| Alfonso Sacrati                      | 27. März 1643      | 20. Oktober 1646   | zuvor Bischof von Comacchio                                                                                     |
| Marco Gallio                         | Juli 1666          | Februar 1667       | zuvor Bischof von Rimini danach Kardinal                                                                        |
| Sperello Sperelli                    | Januar 1693        | Juni 1698          | Bischof von Terni danach Kardinal                                                                               |
| Domenico Zauli                       | 1701               | 1712               | Bischof von Veroli ab 1709: Titularerzbischof von Theodosia                                                     |
| Niccolò Caracciolo                   | 4. Dezember 1712   | 16. Dezember 1715  | Titularerzbischof von Thessalonica                                                                              |
| Filippo Carlo Spada                  | 1738               | 1742               | Titularerzbischof von Theodosia ab 1742: Lateinischer Patriarch von Alexandria                                  |
| Ferdinando Maria de Rossi            | 1742               | 1759               | Titularerzbischof von Tarsus ab 1751: Lateinischer Patriarch von Konstantinopel                                 |
| Francesco Antonio Marcucci           | 1774               | 1786               | Bischof von Montalto ab 1781 zusätzlich: Lateinischer Patriarch von Konstantinopel                              |
| Francesco Saverio Passari            | 1787               | 1798               | Titularerzbischof pro hac vice von Larissa                                                                      |
| Benedetto Fenaja                     | 1800               | 1812               | Titularerzbischof von Philippi ab 1805: Lateinischer Patriarch von Konstantinopel                               |
| Candido Maria Frattini               | 8. Juli 1814       | 29. September 1821 | Titularerzbischof von Philippi                                                                                  |
| Giuseppe Della Porta Rodiani         | 30. September 1830 | 6. Februar 1833    | Titularerzbischof von Damascus ab 1823: Lateinischer Patriarch von Konstantinopel                               |
| Antonio Piatti                       | 5. Februar 1833    | 19. Februar 1841   | Titularerzbischof von Trapezus                                                                                  |
| Giuseppe Maria Vespignani            | 5. Juni 1841       | 24. Januar 1842    | Titularerzbischof von Tyana                                                                                     |
| Giuseppe Canali                      | 24. Januar 1842    | 1. Januar 1851     | Titularerzbischof von Colossae                                                                                  |
| Antonio Ligi Bussi                   | 7. Januar 1851     |                    | Titularerzbischof von Colossae                                                                                  |
| Pietro de Villanova Castellacci      | November 1862      | 1868               | Titularerzbischof von Petra in Palaestina                                                                       |
| Giuseppe Angelini                    | 1. Oktober 1868    | 8. Januar 1876     | Titularerzbischof von Corinthus                                                                                 |
| Giulio Lenti                         | 28. Januar 1876    | 23. Oktober 1895   | Titularerzbischof von Side ab 1887: Lateinischer Patriarch von Konstantinopel                                   |
| Giuseppe Ceppetelli                  | 24. Juli 1899      | 12. März 1917      | Titularerzbischof von Myra ab 1903: Lateinischer Patriarch von Konstantinopel                                   |
| Giuseppe Palica                      | 25. April 1917     | 16. Dezember 1936  | Titularerzbischof von Philippi                                                                                  |
| Luigi Traglia                        | 21. Dezember 1936  | 28. März 1960      | Titularerzbischof von Caesarea in Palaestina                                                                    |
| Ettore Cunial                        | 28. März 1960      | 19. Dezember 1972  | Titularerzbischof von Soteropolis                                                                               |
| Luigi Rovigatti                      | 10. Februar 1973   | 13. Januar 1975    | Titularerzbischof pro hac vice von Aquaviva                                                                     |
| Giovanni Canestri                    | 8. Februar 1975    | 22. März 1984      | Titularerzbischof pro hac vice von Forum Clodii danach Kardinal                                                 |
| Ennio Appignanesi                    | 3. Juli 1985       | 21. Januar 1988    | Titularerzbischof pro hac vice von Lorium danach Erzbischof von Matera-Irsina                                   |
| Remigio Ragonesi                     | 6. Juli 1991       | 19. Juli 1996      | Titularerzbischof pro hac vice von Ferentium                                                                    |
| Cesare Nosiglia                      | 19. Juli 1996      | 6. Oktober 2003    | Titularerzbischof pro hac vice von Victoriana danach Bischof von Vicenza                                        |
| Luigi Moretti                        | 17. Oktober 2003   | 10. Juni 2010      | Titularerzbischof pro hac vice von Mopta danach war er Erzbischof von Salerno-Campagna-Acerno                   |
| Filippo Iannone OCarm                | 31. Januar 2012    | 11. November 2017  | Altbischof von Sora-Aquino-Pontecorvo, Erzbischof ad personam danach Kurienerzbischof                           |
| Gianpiero Palmieri                   | 19. September 2020 | 29. Oktober 2021   | Titularerzbischof pro hac vice von Idassa danach Bischof von Ascoli Piceno                                      |
| Baldassare Reina                     | 6. Januar 2023     | 6. Oktober 2024    | Titularerzbischof pro hac vice von Aquae in Mauretania danach Generalvikar Seiner Heiligkeit für das Bistum Rom |
| Renato Tarantelli Baccari            | 21. November 2024  |                    | Titularbischof von Camplum                                                                                      |